# Polprostor
Polprostor je v geometriji vsak izmed dveh delov v katera deli ravnina trirazsežni evklidski prostor. To lahko rečemo tudi tako: Polprostor je vsak izmed dveh delov v katera deli hiperravnina afini prostor.
Poznamo odprte in zaprte polprostore. Odprti polprostor je vsaka izmed dveh odprtih množic, ki ju dobimo z odštevanjem hiperravnine od afinega prostora. Zaprti polprostor je unija odprtega polprostora in  hiperravnine, ki ga definira. V dvarazsežnem prostoru  imenujemo polprostor polravnina, ki pa je seveda lahko odprt ali zaprt. Kadar je polprostor enorazsežen prostor, ga imenujemo poltrak (tudi žarek).
Polprostor lahko opišemo z linearno neenakostjo, ki jo dobimo iz linearne enačbe, ki določa hiperravnino.
Stroga neenakost
{\displaystyle a_{1}x_{1}+a_{2}x_{2}+\cdots +a_{n}x_{n}>b}
določa odprti polprostor.
Pri tem pa neenakost  
{\displaystyle a_{1}x_{1}+a_{2}x_{2}+\cdots +a_{n}x_{n}\geq b}
določa zaprti polprostor . Pri tem se seveda predpostavlja, da niso vsa števila a1, a2, ..., an enaka nič.

## Lastnosti
- Polprostor je konveksna množica
- Vsaka konveksna množica se lahko opiše kot presek polprostorov

## Zgornji in spodnji polprostor
Odprti (zaprti) zgornji polprostor je polprostor vseh (x1, x2, ..., xn) tako, da je xn > 0 (≥ 0). Odprti (zaprti) spodnji polprostor je definiran podobno. Zahteva se samo, da je xn negativen (ne-pozitiven manjši ali enak nič).